# Китай-город (станция метро)
«Кита́й-го́род» (до 5 ноября 1990 года — «Пло́щадь Ногина́») — кросс-платформенная станция Московского метрополитена на Калужско-Рижской и Таганско-Краснопресненской линиях. Расположена на границе Басманного и Тверского районов (ЦАО), часть выходов ведёт в Таганский район (ЦАО). Названа по одноимённому историческому району Москвы. Открыта 3 января 1971 года в составе участков «Таганская» — «Площадь Ногина» на Ждановском радиусе будущей Таганско-Краснопресненской линии и «Октябрьская» — «Площадь Ногина» на Калужском радиусе будущей Калужско-Рижской линии. Колонная трёхсводчатая станция глубокого заложения с одной островной платформой в каждом из залов. «Китай-город» — одна из самых загруженных станций Московского метрополитена.

## История и происхождение названия
История проектирования станции связана с историей проектирования Таганского (позднее — Ждановского) и Калужского радиусов. Перспективная схема линий в начале 1932 года включала пять диаметров: Мясницко-Усачёвский, Таганско-Тверской, Арбатско-Покровский, Дзержинско-Замоскворецкий и Рогожско-Краснопресненский (каждый из диаметров планировалось сделать из двух соединяющихся радиусов). Летом 1932 года был предложен ещё один диаметр — Калужско-Тимирязевский. В этих планах в составе Таганско-Тверского диаметра появляется станция «Площадь Ногина». Британские специалисты, приглашённые в Москву, предложили состыковать четыре радиуса метро не так, как они планировались, а вместо пересекающихся Замоскворецко-Дзержинского и Таганско-Тверского диаметров построить Замоскворецко-Тверской и Дзержинско-Таганский диаметры. Решение последовать этому предложению было принято в 1934 году.
В планах 1938 года впервые появилось соединение Дзержинско-Калужского и Таганско-Тимирязевского диаметров в районе Яузских Ворот. Планы строительства метро в те годы часто менялись. В 1957 году было решено соединить Калужско-Тимирязевский и Таганско-Краснопресненский диаметры в районе площади Ногина. По планам 1965 года планировалось в 1968 году продлить Калужско-Рижскую линию до площади Ногина, а в 1970 году — Ждановско-Тимирязевскую. В 1968 году были подтверждены планы 1965 года относительно станции у площади Ногина.
Участок от «Таганской» к площади Ногина строился ускоренными темпами. Ввести в эксплуатацию сдвоенную шестизальную станцию Ждановского и Калужского радиусов планировалось в 1970 году. Одновременно с этим строился участок «Октябрьская» — «Площадь Ногина» Калужско-Рижской линии. При сооружении двух совмещённых в одном уровне глубоких станций была создана огромная подземная строительная площадка. Работы велись в шести параллельных тоннелях.
Станция открылась 3 января 1971 года в составе участка «Таганская» — «Площадь Ногина» Ждановского радиуса и участка «Октябрьская» — «Площадь Ногина» Калужского радиуса, после ввода в эксплуатацию которых в Московском метрополитене стало 89 станций. После открытия станция не полностью вступила в строй: поскольку она являлась конечной для двух радиусов (Ждановского и Калужского), восточный зал работал только на высадку, а западный — только на посадку. 5 января 1972 года Калужский радиус был соединён с Рижским, 17 декабря 1975 года Ждановский — с Краснопресненским; при этом образовались, соответственно, Калужско-Рижская и Ждановско-Краснопресненская (ныне Таганско-Краснопресненская) линии. Таким образом, станция полностью заработала лишь в конце 1975 года. Однако если на Калужско-Рижской линии за станцией сохранился пошёрстный съезд для оборота составов, то на Таганско-Краснопресненской линии при продлении линии на северо-запад (соединении радиусов в сторону Планерной) в 1975 году пошёрстный съезд был разобран. Изначально станция носила название «Площадь Ногина», в честь советского партийного деятеля Виктора Павловича Ногина. Современное название получила 5 ноября 1990 по названию исторического района Москвы Китай-город, на восточной границе которого расположена. При этом восточной части площади Ногина (до 1924 года — Варварская площадь) присвоили новое название — Славянская площадь, а западная часть площади получила название Варварские ворота.

## Архитектура и оформление
Фактически «Китай-город» — это комплекс из двух конструктивно независимых станций. Оба зала «Китай-города» — колонные станции глубокого заложения (глубина — 29 метров) с тремя сводами. Построены по проекту группы архитекторов под руководством А. Ф. Стрелкова — Л. В. Лилье, В. А. Литвинова, М. Ф. Марковского (восточный станционный зал), Л. В. Малашонка (западный станционный зал), И. Г. Петуховой и И. Г. Таранова (аванзалы). Станции обязаны своим художественным оформлением (чеканные карнизы из алюминия, находящиеся над колоннами, металлические вставки на путевых стенах с изображением зажжённого факела, а также серпа и молота, и др.) Х. М. Рысину, А. Я. Лапиню и Дж. Я. Бодниексу.
«Китай-город» является первой в Московском метро кросс-платформенной пересадкой: для пересадки с одной линии на другую в пределах одной станции достаточно перейти с одной стороны платформы на другую. Но такой вид пересадки возможен при следовании в одном направлении (на север или на юг). Для пересадки с одного направления на другое нужно пройти по короткому переходу, который начинается в центре зала. На восточную станцию прибывают поезда, следующие в северном направлении (2-й путь в сторону станции «Кузнецкий Мост» и 1-й путь в сторону станции «Тургеневская»), а на западную прибывают поезда, следующие в южном направлении (1-й путь в сторону станций «Таганская» и 2-й путь в сторону станции «Третьяковская»).
Конструктивно обе станции трёхсводчатые. Опорой для сводов в них служат массивные невысокие колонны. Мостики через платформы в середине залов опираются на массивные пилоны, по три в каждом зале. В обоих залах архитекторы выбрали острую форму опор. В западном зале это сложное сочетание длинных асимметричных трёхгранных призм, вытянутых по длине опоры (по их форме проектировщики назвали зал «Кристалл»). Линии налегания сводов на опоры прикрыты широкими металлическими фризами, которые покрыты отчеканенными «пирамидками». Под фризами расположены светильники. Пилоны и путевые стены облицованы серым мрамором, полы — кремовым. На путевых стенах находятся металлические решётки с чеканкой, изображающие серп, молот, звёзды и голубей.
Опоры в восточном зале в целом прямоугольного сечения. По бокам они имеют гладкие стенки, а со стороны центрального и боковых залов — «рифлёные» поверхности в виде сочетания треугольных выступов и ниш (из-за этого проектировщики назвали зал «Гармошка»). Колонны и путевые стены облицованы кремовым мрамором. В основании путевых стен — белый рисунчатый мрамор с вделанными литыми плитами, изображающими горящий факел. Полы вымощены плитами серого гранита.

## Галерея
| - Восточный зал станции. 3 августа 2008 года - Указатели в зале станции южного направления. 2 ноября 2015 года - Эскалаторы на выходе в северный вестибюль. 15 апреля 2017 года - Медальон на путевой стене западного зала, изображающий серп и молот. 9 января 2015 года |

## Расположение и вестибюли
Станция метро «Китай-город» расположена под Ильинским сквером между станциями «Тургеневская» и «Третьяковская» на Калужско-Рижской линии и между станциями «Кузнецкий Мост» и «Таганская» на Таганско-Краснопресненской линии. Находится на территории Басманного, Тверского и Таганского районов Центрального административного округа Москвы. Выход в город через северный подземный вестибюль по переходам на площадь Ильинские Ворота, к Лубянскому проезду, на улицу Ильинка, Старую и Новую площади, через южный вестибюль — на Славянскую площадь, улицу Солянка, Лубянский проезд, Солянский тупик, Китайгородский проезд, улицу Варварка, Старую площадь и площадь Варварские Ворота.
«Китай-город» не имеет наземных вестибюлей; вход (с площадей Ильинские ворота и Варварские ворота, Славянской площади и Солянского тупика) осуществляется через подземные переходы. Подземные вестибюли — общие для обоих залов. Южный вестибюль соединён со станциями эскалаторным ходом, северный — эскалатором и переходом, в который ведут лестницы из двух залов. В глухом торце перехода установлен бюст В. П. Ногина (работы А. П. Шлыкова). В 2017 году северный вестибюль был реконструирован: стены пешеходного перехода вместо керамической плитки облицованы керамогранитом светлых тонов, колонны отделаны чёрным мрамором «габбро», а асфальтовый пол заменён на гранитный.

### Достопримечательности
Северный выход: Политехнический музей, памятник героям Плевны, храм Николая Чудотворца в Клённиках.
Южный выход: памятник Кириллу и Мефодию, церковь Всех Святых на Кулишках, церковь Рождества Иоанна Предтечи у Варварских ворот, белокаменное основание Варварской башни Китай-города в подземном переходе станции.

### Наземный общественный транспорт
Возле южного вестибюля располагается обустроенный в 2016 году главный пересадочный узел маршрутной сети «Магистраль», который является конечной остановкой ряда магистральных автобусных маршрутов северного и западного направлений, а также всех ночных радиальных автобусных и электробусного маршрута Москвы.
На этой станции можно пересесть на следующие маршруты городского пассажирского транспорта:
- Автобусы: м3, м3к, м6, м7, м40, м90, е10, е30, е70, 538, с633, н1, н2, н3, н4, н5, н6, н7, н8, н9, н10, н11, н12, н13, н14, н15, н16

## Станция в цифрах
- Код станции — 096[2] и 117[3].
- Пикет ПК01+13[15].
- По данным 1999 года, суточный пассажиропоток станции составлял 103 880 человек[16]. В марте 2002 года ежедневный пассажиропоток по входу составлял 104 100 человек[17].
- Время открытия станции для входа пассажиров — 5 часов 35 минут, время закрытия — в 1 час ночи[18].
- Таблица времени прохождения первого поезда через станцию[19][20]:

| По чётным числам                   | Будние дни | Выходные дни |
| По нечётным числам                 | Будние дни | Выходные дни |
| В сторону станции «Третьяковская»  | 05:49:00   | 05:51:00     |
| В сторону станции «Третьяковская»  | 05:49:00   | 05:51:00     |
| В сторону станции «Тургеневская»   | 05:44:00   | 05:44:00     |
| В сторону станции «Тургеневская»   | 05:43:00   | 05:42:00     |
| В сторону станции «Таганская»      | 05:49:00   | 05:49:00     |
| В сторону станции «Таганская»      | 05:48:00   | 05:47:00     |
| В сторону станции «Кузнецкий Мост» | 05:55:00   | 05:57:00     |
| В сторону станции «Кузнецкий Мост» | 05:53:00   | 05:53:00     |

## Перспективы
Недалеко от станций есть задел под станцию «Хмельницкая» (случайное спрямление, требующее корректировки путей Арбатско-Покровской линии). Ранее планировались в отдалённой перспективе сооружение этой станции и соединение её переходами с «Китай-городом». В ближайшее время строительство новой станции не планируется.
Также возможно сооружение пересадки на станцию глубокого железнодорожного ввода, который может соединить Ярославское и Павелецкое направления Московской железной дороги, образовав таким образом линию МЦД-5.

## Станция в культуре
- На станции «Китай-город» разворачиваются несколько эпизодов постапокалиптического романа Дмитрия Глуховского «Метро 2033».[23].
- Станция фигурировала в фантастическом рассказе Владимира Васильева «Скромный гений подземки», изданном в сборнике «Мифы Мегаполиса». В этом рассказе упоминается, что переход со станции «Китай-город» на станцию «Маросейка» («Хмельницкая») был устроен через тупиковый торец северного аванзала, где сейчас стоит бюст Ногина[24].
- Станция являлась популярным местом, где назначали встречу «на Ноге у Головы», что означало — на станции метро «Площадь Ногина» возле памятника Ногину, который был выполнен в виде бюста.[источник не указан 1441 день]